# Pedro de Mendoza
Pedro de Mendoza y Luján (Guadix, Granada, 1499-océano Atlántico, cerca de las islas Canarias, 23 de junio de 1537) fue un militar de familia noble, caballero de Alcántara desde 1524, almirante y conquistador español, nombrado por el emperador Carlos V como el primer adelantado del Río de la Plata y como gobernador de la Nueva Andalucía.
Una vez en Sudamérica y llegado a la margen occidental del Río de la Plata, sin cumplir las formalidades que implicarían la "fundación" de una ciudad, estableció un fuerte que se considera la primigenia urbe rioplatense-paraguaya —si bien Gaboto había hecho lo propio aguas arriba casi diez años antes en Santo Espíritu, otro asentamiento que tuvo una vida breve— aproximadamente en la misma ubicación donde Juan de Garay más tarde, en 1580, fundaría la "Ciudad de la Trinidad", que por eso fue conocida tradicionalmente como Buenos Aires. Este poblado original establecido el 3 de febrero de 1536 tropezaría con inconvenientes vitales desde el principio y se terminaría de extinguir en cinco años.

## Biografía

### Origen familiar y primeros años
Pedro de Mendoza habría nacido hacia 1487 en la ciudad de Guadix, del Reino de Granada, uno de los cuatro de Andalucía que formaba parte a su vez de la entonces Corona de Castilla, en el seno de la poderosa Casa de Mendoza, siendo hijo de Fernando de Mendoza el de Guadix (f. noviembre de 1533), que pertenecía a la aristocracia castellana dedicada al comercio y quien se estableció en Guadix tras su reconquista por los cristianos en 1489, y de su esposa Constanza de Luján (Madrid, ca. 1479-ca. 1533), cuyos padres eran Diego Luján de Villanuño (f. 1484), comendador de la Orden de Santiago y regidor de Madrid, y su cónyuge Catalina de Lodeña y Solís (f. 2 de junio de 1490).

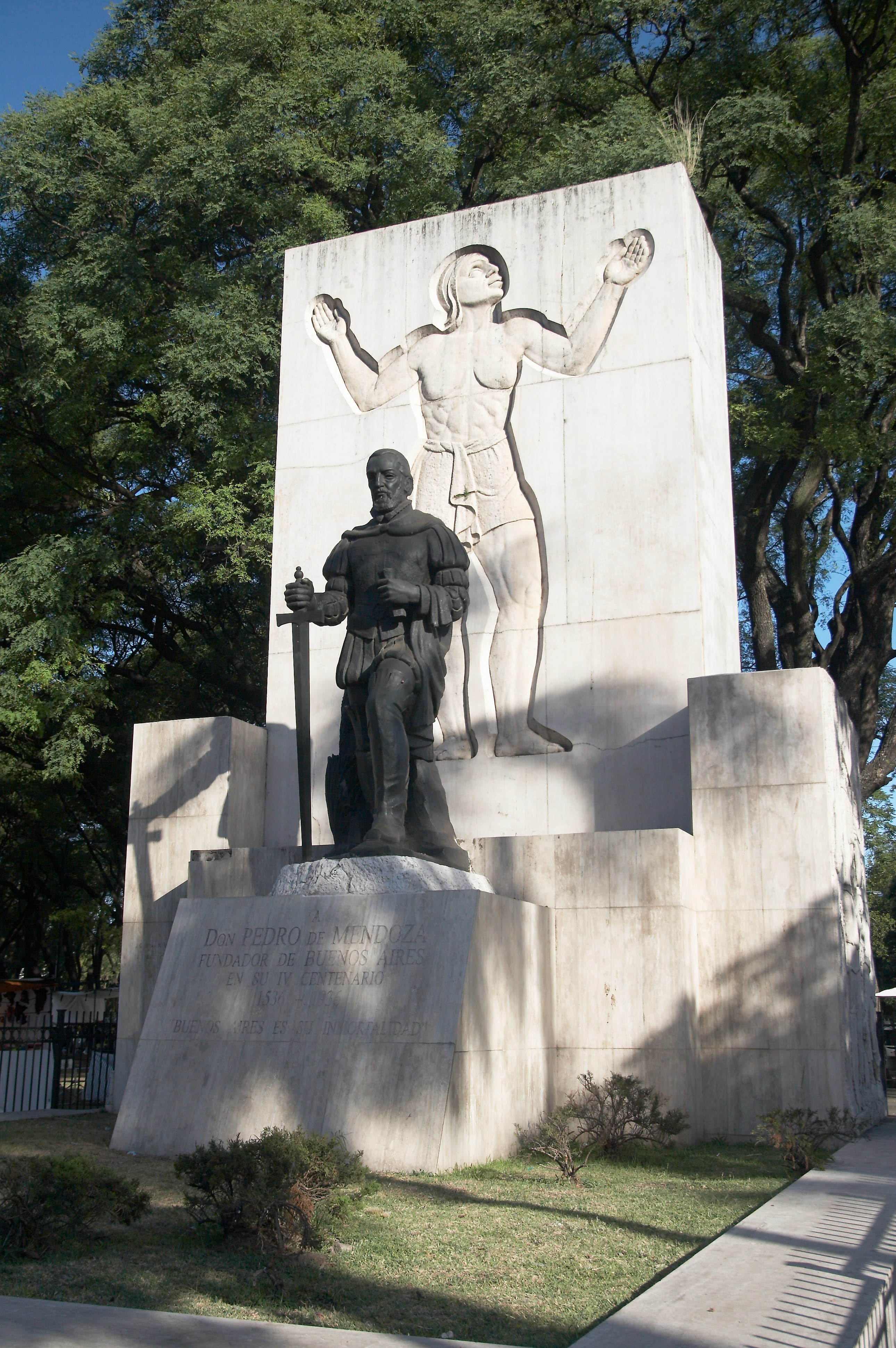
Monumento a Pedro de Mendoza en el Parque Lezama de Buenos Aires

Sus abuelos paternos eran Juan Hurtado de Mendoza y Figueroa, I señor de Colmenar, de El Cardoso y de El Vado y II señor de Fresno de Torote, y su tercera esposa Elvira Carrillo cuya ascendencia es desconocida. Por lo tanto el tío abuelo era Diego Hurtado de Mendoza, I duque del Infantado y II marqués de Santillana, y los bisabuelos paternos eran el primer marqués Íñigo López de Mendoza, que también era I conde de Real de Manzanares y I señor de Fresno de Torote, y su esposa Catalina Suárez de Figueroa.

### Al servicio de la Corte real
Pedro de Mendoza ingresó desde muy joven al servicio regio en la corte del rey Carlos I de España. Como paje, acompañó al soberano en su viaje a Inglaterra en 1522. En 1524 recibió el título de caballero de la Orden de Alcántara y más tarde por influencia de su padre —el caballero Fernando de Mendoza el de Guadix— se cambió a la Orden de Santiago. Luchó luego en la guerra italiana contra los franceses, en la que participó del Saco de Roma de 1527.
En este último año participó de la guerra entre las tropas del rey Carlos de España y emperador del Sacro Imperio Romano Germánico, contra los Estados Pontificios al mando del papa Clemente VII. La guerra incluyó el saqueo de Roma del cual se benefició personalmente.
En 1533, gracias a los buenos oficios de su parienta María de Mendoza –esposa del influyente Francisco de los Cobos y Molina– comenzó las gestiones que lo convertirían más tarde en el conquistador del Plata.

## Adelantado del Río de la Plata

### Capitulación de Toledo de 1534
El aseguramiento y la conquista del Paraguay y las zonas aledañas al Río de la Plata, eran de enorme importancia comercial y estratégica, estaban aún por concluirse, y el monarca Carlos I no encontraba financiamiento ni hombres dispuestos a afrontar la peligrosa e incierta empresa.
El principal motivo de enviar tropas a esa parte de Sudamérica era proteger las pretensiones de la Corona española ante los avances de los portugueses. Además en esa época corría una leyenda promovida por los conquistadores más ingenuos y ambiciosos, que mencionaba fabulosas riquezas en la zona, lo que potenciaba el espíritu aventurero de algunos europeos.
La Corona española no podía perder tiempo, porque desde la llegada a Brasil en 1500 de Pedro Álvares Cabral, Portugal amenazaba con expandirse al sur hasta el Río de la Plata y más allá, compitiendo con los españoles por estos valiosos territorios.
Fue en estas circunstancias que Mendoza propuso al rey Carlos I, en 1534, hacerse cargo con su propio patrimonio del diseño y conducción de una expedición al Atlántico Sur que afirmara la soberanía de España sobre esas regiones. El 21 de mayo de 1534, mediante la capitulación, el rey Carlos nombró a Mendoza adelantado o comandante militar de la zona a conquistar, con potestad para fundar fortalezas y pueblos. El cargo tenía múltiples atractivos: era hereditario, combinaba las funciones de gobernador, jefe militar y magistrado, ofrecía grandes posibilidades económicas (por lo que los adelantados, que debían costearse sus propias expediciones, lo utilizaban para intentar recuperar el capital invertido), motorizadas por las referencias de los indios, de que en el interior del continente se hallaban grandes riquezas en oro, plata y piedras preciosas, a saber el Potosí y otras zonas de las faldas andinas. Lo que desconocían los aventureros es que las zonas apuntadas estaban ya bajo el acecho de otros aventureros que avanzaban desde el Perú. El acuerdo no tenía límites territoriales. En efecto, a mayor superficie conquistada, mayor territorio gobernaría el adelantado en cuestión, lo que incentivaba el avance geográfico español ante las ambiciones portuguesas en algunas zonas en competencia.

por quanto vos don pedro de mendoça mi criado y gentil hombre de mi casa me hizistes Relación que por la mucha voluntad que tenéis de nos seruir y del acrescentamiento de nuestra corona Real de castilla os ofreceys de yr a conquistar y poblar las tierras y prouincias que hay en el Río de Solis que llaman de la plata donde estuvo Seuastian caboto y por allí calar y pasar la tierra hasta llegar a la Mar del Sur y de lleuar de estos nuestros reynos a vuestra costa y mission mil hombres los quinientos en el primer viaje en que vos haueis de yr con el mantenimiento necesario para vn año y cient cavallos y yeguas y dentro de dos años siguientes los otros quinientos hombres con el mismo vestimento y con las armas y artillería necesaria assi mismo trauajareis de descubrir todas las yslas que estuvieren en paraje de dicho Rio de vuestra gouernacion en la dicha Mar del Sur en lo que fuere dentro de los límites de nuestra demarcación todo a vuestra costa y mission sin que en ningún tiempo seamos obligados a vos pagar ni satisffacer los gastos que en ello hizieredes más de lo que en esta capitulación vos sera otorgado y me suplicasteis y pedisteis por merced vos hiziese merced de la conquista de las dichas tierras y prouincias del dicho Rio y de las que estuviessen en su paraje y vos hiziese y otorgasse las mercedes y con las condiciones que de suyo serán contenidas sobre lo qual yo mande tomar con vos el asiento y capitulación (...) Primeramente os doi licencia y facultad para que por nos, i en nuestro nombre i de la corona real de Castilla, podais entrar en el dicho rio de Solis, que llaman de la Plata, hasta la mar del Sur, donde tengais doscientas leguas de luengo de costa de gobernacion, que comience desde donde se acaba la gobernacion que tenemos encomendada al mariscal don Diego de Almagro hacia el estrecho de Magallánes, i conquistar i poblar las tierras i provincias que hobiese en las dichas tierras. (...)
Capitulación con Pedro de Mendoza, 21 de mayo de 1534

### Territorio de la gobernación

Gobernaciones españolas en América del Sur (1534-1539).

Su territorio asignado comprendía el Río de la Plata o de Solís dentro de sus dominios, y tenía de extensión 200 leguas hacia el sur, desde la gobernación de Nueva Toledo asignada a Diego de Almagro. Según la historiografía chilena y otras fuentes, sería en concreto desde el paralelo 25°31′26″ S –límite sur de la Nueva Toledo– al norte, hasta el paralelo 36°S –límite norte de la gobernación de Nueva León que fue concedida a Simón de Alcazaba y Sotomayor y posteriormente a Francisco de Camargo– al sur. Según el jurista Vicente Quezada y parte de la historiografía argentina, la gobernación se habría extendido desde el Río de la Plata por la costa del océano Atlántico "hasta" el estrecho de Magallanes, más 200 leguas de costa en el océano Pacífico desde la boca occidental del Estrecho. 

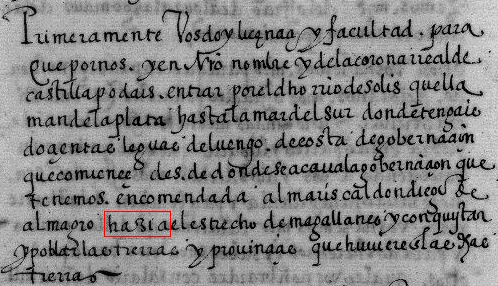
Extracto de la capitulación con Pedro de Mendoza, 21 de mayo de 1534, destacándose la palabra "hazia".

 Sin embargo, Quesada ha sido acusado de omitir la capitulación de Alcazaba, suponiendo que la gobernación de Pedro de Mendoza habría llegado "hasta" el estrecho de Magallanes, y no que las 200 leguas iban en dirección sur "hacia" dicho estrecho, pero sin llegar a él, como dice el documento original, por lo que se describe su transcripción de la real cédula como errónea en esa palabra que cambia su significado. La acusación sobre la omisión de la capitulación de Alcazaba es injustificada, por cuanto Quesada se ocupa de ésta en el capítulo 2 y 3 de su obra titulada "Historia colonial argentina".

### Mendoza se hace al mar
Las Capitulaciones de Toledo otorgaron a don Pedro de Mendoza el título de adelantado, gobernador y capitán general de los territorios a conquistar.
El 24 de agosto de 1535, Mendoza zarpó del puerto de Sanlúcar de Barrameda al mando de su expedición, compuesta entre 11 y 14 naves (según diversas fuentes) y aproximadamente 3000 hombres. El emperador había entregado a Mendoza, además, 3000 ducados y otro importante adelanto en metálico que el conquistador debía trasladar hasta el Río de la Plata.
Pero la tarea que se le exigía a cambio no era fácil: transportar a destino, en el lapso de dos años, un millar de colonos, cien caballos, fundar tres fuertes y construir un camino real desde el Río de la Plata hasta el Océano Pacífico. Obviamente, la corte española ignoraba las dimensiones del terreno a conquistar y las ímprobas dificultades que representaban la Cordillera de los Andes, que se interponían en la ruta propuesta. La consecución de esta última tarea solo se alcanzó en el siglo XX.
Mendoza conformó su expedición de manera racional y cuidadosa: llevó consigo a ocho sacerdotes, un médico y un cirujano. Sin embargo, no llevaba ningún abogado. El nombramiento de adelantado lo habilitaba para quedarse con la mitad de los tesoros que secuestrara a los aborígenes y el 90% de los rescates de los prisioneros, lo que, añadido a su potestad de juez y tribunal de apelaciones, le daba un poder casi discrecional. Lo acompañaban su hermano Diego de Mendoza, sus parientes Gonzalo de Mendoza, Francisco de Mendoza, Jorge de Mendoza, que según cuenta Schmidl quedó en las islas Canarias por problemas de amores, y el hermano de santa Teresa de Jesús, Rodrigo de Cepeda y Ahumada.

### La tempestad
La flota de Pedro de Mendoza fue dispersada por una espantosa tormenta frente a la costa de Brasil. Tras ella, el comandante logró reunir a sus navíos y desembarcó en la costa brasileña, donde cayó gravemente enfermo. Debió entregar el comando a su lugarteniente Juan Osorio, quien al poco tiempo dio muestras de ser responsable de traición y desfalco. Mendoza lo hizo ajusticiar y, algo recuperado de su dolencia, decidió embarcar de nuevo y proseguir poniendo proa al sur.
Otras versiones dicen que una de las razones de la empresa de Mendoza en América era que su delicado estado de salud podía mejorar allí, puesto que sus dolencias se debían a que había contraído sífilis en Roma, y que allí podría encontrar su cura. De hecho el adelantado permaneció casi la totalidad del viaje en su camastro hasta dar con su muerte.

### En el Río de la Plata
La expedición de Mendoza se adentró en el Río de la Plata a mediados de enero de 1536 y desembarcó en la isla San Gabriel, frente a la actual ciudad de Colonia del Sacramento. El 22 de ese mismo mes los soldados y expedicionarios juraron fidelidad y obediencia al adelantado, que comenzó a ejercer desde ese día su cargo de gobernador.
Luego de reconocer ambas costas del estuario rioplatense, Mendoza decidió establecerse en la margen derecha, en un sitio donde encontró fuentes de agua potable y una costa relativamente reparada.[cita requerida]

## Primer fundador del poblado de Buenos Aires y deceso

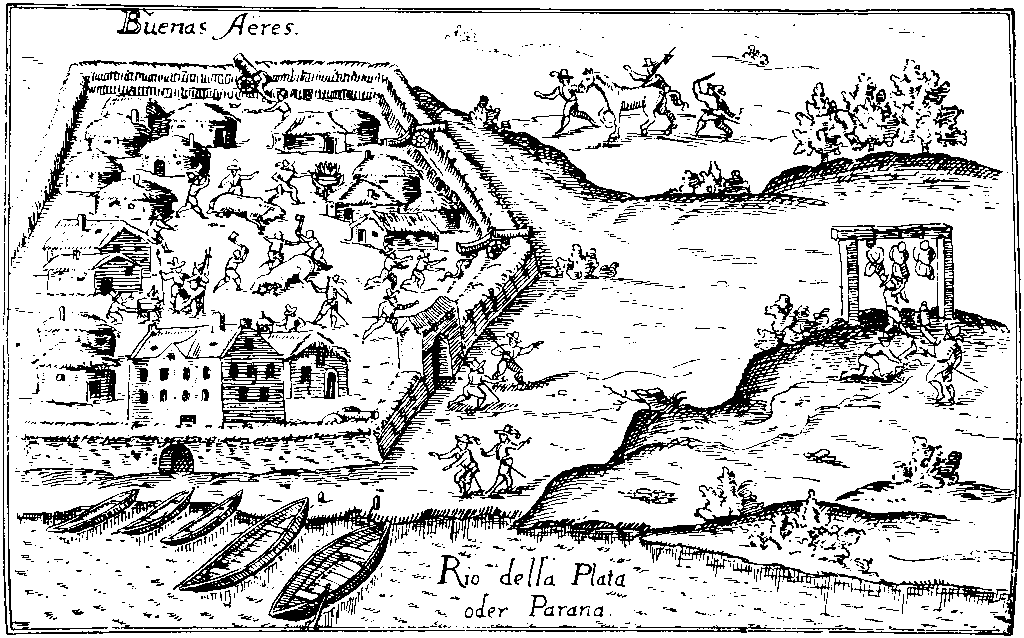
Buenos Aires poco después de su fundación por Pedro de Mendoza (dibujo del libro de Ulrico Schmidl, miembro de la expedición, 1536).

### Surgimiento de la urbe y la relación con los aborígenes
El 2 o 3 de febrero de 1536 —en Argentina oficialmente se toma como cierta esta última fecha— Pedro de Mendoza estableció un puerto defendido por un fuerte sobre la margen austral del Río de la Plata, al que llamó Santa María del Buen Aire, apelativo de la Virgen de los marineros de la isla de Cerdeña. En este sitio se estableció junto con sus expedicionarios. Apenas instalados, los españoles descubrieron una gran hueste de los pobladores originarios, los querandíes, de al menos 3000 hombres, con los que intercambiaron obsequios por alimentos.
Pero al poco tiempo de llegar, los graves problemas comenzaron. El abuso del trato en sí y el maltrato de algunos españoles a los indígenas motivó que estos dejaran de alimentar al campamento. "Estos carendies traían a nuestro real y compartían con nosotros sus miserias de pescado y de carne por 14 días sin faltar más que uno en que no vinieron", tras lo cual Pedro de Mendoza envió a mensajeros que se extralimitaron según Ulrico Schmidl (1510-1579) y fueron maltratados por los querandíes.
La falta de comida obligó al adelantado a enviar guarniciones en todas direcciones a buscar alimentos para paliar la hambruna, pero esos contingentes fueron ignorados y hostilizados por distintas naciones indígenas. Deseoso de terminar con el problema, don Pedro envió una fuerza centrada en el cuerpo de 300 lansquenettes alemanes, comandado por su hermano Diego de Mendoza (1540-1571) para atacar a los querandíes. Ambos bandos se enfrentaron en el llamado combate de Corpus Christi, quizá el 15 de junio de 1536, cerca de la laguna de Rocha y del emplazamiento del actual partido de Esteban Echeverría de la provincia de Buenos Aires. En el enfrentamiento los indios mataron a unos treinta y cinco europeos, mientras estos, según Ullrico Schmidl, exterminaron «como mil» guerreros, cifra que se considera dudosa, entre otras cosas porque no tomaron ningún prisionero. Temporalmente los españoles intentaron operar las redes y pesquerías de los aborígenes.
Poco después de esta agresión, sin embargo, los querandíes se agruparon con otras cuatro naciones, los chaná-timbúes, los guaraníes y los charrúas, y comenzaron a hostilizar el poblado sitiándolo por tierra. A la enfermedad y la violencia la superó la inanición como causa de muerte entre los conquistadores. A finales de junio los indígenas reunieron un gran ejército, de 23 000 lanzas, según relata Ulrico Schmidl (biógrafo de la expedición), entre
querandíes,
barenís (o guaraníes),
zechurúas (o charrúas),
zechanáis (o chanás) y
diembús (o timbúes).
Tras quemar las embarcaciones menores e incendiar los techos de algunas viviendas retrocedieron ante el fuego de los barcos artillados y se conformaron con asediar la plaza.

### Ataque aborigen, huida a Buena Esperanza y repoblación

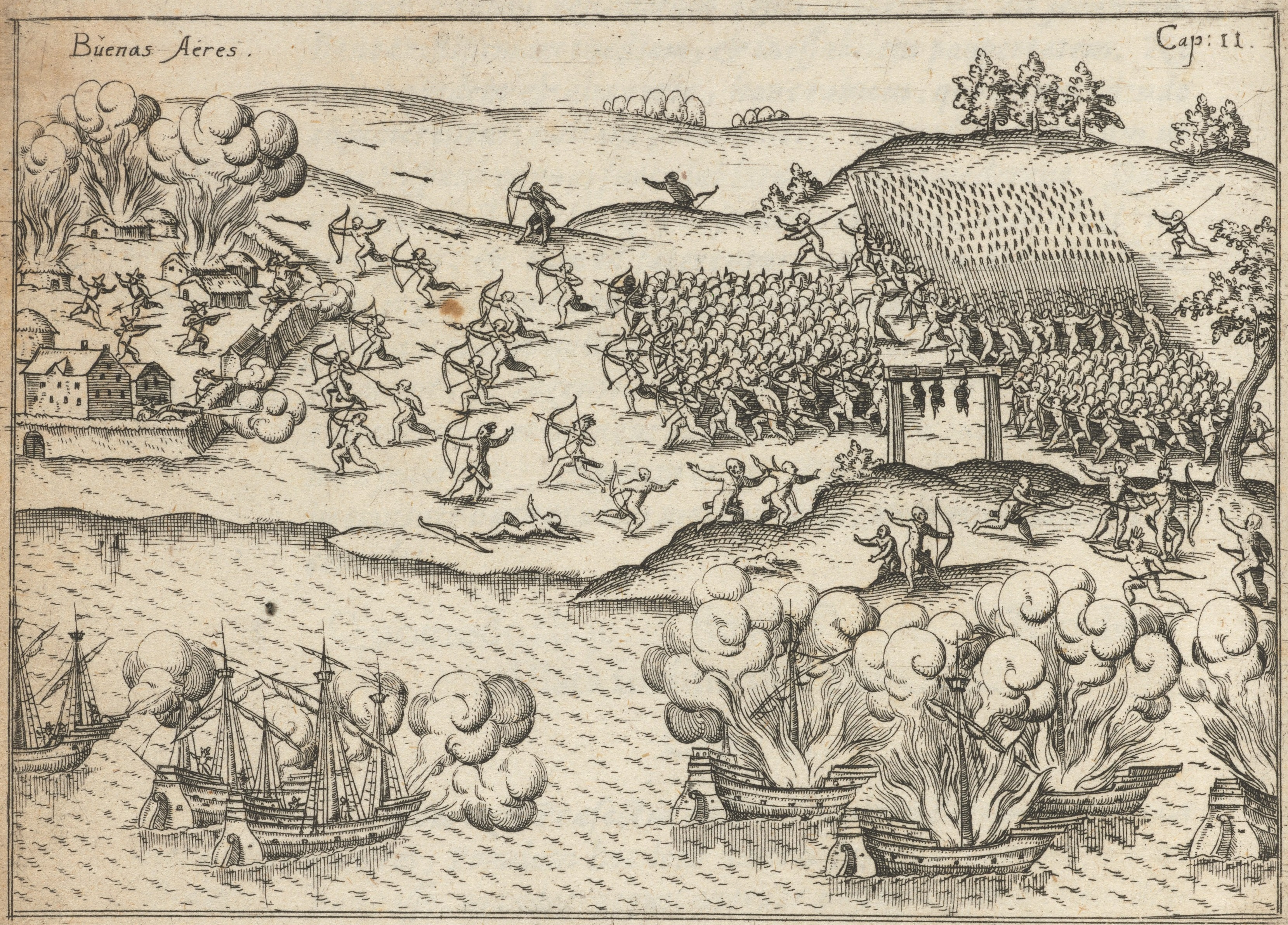
Destrucción de la primera Buenos Aires por los aborígenes (obra de finales de 1598).

Finalmente, en diciembre de 1536 los querandíes consiguieron vulnerar definitivamente las defensas del poblado, penetrar en él e incendiarlo, provocando su destrucción total.
Pedro de Mendoza y algunos españoles consiguieron escapar a la matanza que siguió, y debieron encaminarse al norte para refugiarse en una zona de la actual provincia argentina de Santa Fe, en tierra de timbúes, posiblemente a unas cuantas leguas al sur de donde fuera fundado un fuerte años atrás por Sebastián Gaboto llamado Sancti Spiritus y refundado por Juan de Ayolas como Corpus Christi, en la confluencia con el río Carcarañá, tal vez en el pueblo y fuerte de Buena Esperanza: el expedicionario Ulrico Schmidl habla de 84 leguas de navegación (o sea unos 468 km, lo que nos pondría más hacia el norte, en la zona de la actual ciudad de Santa Fe).
Desde allí, Mendoza envió una pequeña partida al mando de su lugarteniente Juan de Ayolas hacia el norte, reconociendo las orillas del río. Ayolas, acosado por las pestes, el hambre y los continuos ataques de los indios, no pudo hacer mucho con la tarea encomendada y a duras penas regresó al poblado timbú.
Mendoza, descorazonado por las malas noticias de su hombre de confianza, y sintiéndose enfermo y desanimado, delegó el mando del fuerte a Francisco Ruiz Galán hasta que Ayolas regresara y decidió embarcarse rumbo a España el 22 de abril de 1537.

### Fallecimiento en alta mar
Ya muy enfermo (posiblemente de sífilis), el adelantado Pedro de Mendoza murió en alta mar durante su viaje de regreso a España, en el océano Atlántico cerca de las islas Canarias, el 23 de junio de 1537. Su cuerpo sería arrojado al mar.

## Abandono e incendio del primer poblado de Buenos Aires
Buenos Aires fue reconstruida luego de zarpar Mendoza hacia España, pero finalmente fue despoblada e incendiada, decidiendo el traslado de sus 350 habitantes hacia finales de junio de 1541 a la ciudad de Asunción, donde el conquistador Domingo Martínez de Irala había sido elegido gobernador general.

## Consecuencias de este primer intento colonizador del Río de la Plata
Ayolas, ya al mando de Sancti Spiritu, organizó y comandó nuevas expediciones que exploraron los cursos superiores de los ríos Paraná, Paraguay y Pilcomayo, llegando hasta el corazón del Paraguay.
La muerte de Diego de Mendoza a manos de los indios dejó una viuda, Francisca de Villafañe, y tres huérfanos.
Su pariente Gonzalo de Mendoza, nacido en Baeza, sobrevivió a la destrucción de Buenos Aires y a la fuga a Sancti Spiritu. Fue capitán y lugarteniente de Álvar Núñez Cabeza de Vaca y de Domingo Martínez de Irala, explorando Brasil y Paraguay. Gonzalo es citado innumerables veces en los libros de Cabeza de Vaca, y murió en la ciudad de Asunción en 1558.
Francisco de Mendoza (Castrojeriz, 1515) vivió luego del desastre de Buenos Aires en Paraguay, donde se convirtió en opositor del gobernador Álvar Núñez Cabeza de Vaca.
El fracaso del intento de Mendoza retrasó por más de 44 años el dominio efectivo del Río de la Plata por la Corona española. La segunda fundación de Buenos Aires por Juan de Garay debió esperar hasta 1580.
| Predecesor: Nuevo cargo | 1.er Gobernador de Nueva Andalucía del Río de la Plata 1534 - 1537 | Sucesor: Interregno / Domingo Martínez de Irala |